# Ejército seléucida
El ejército seléucida era la fuerza armada del Imperio seléucida, uno de los numerosos estados helenísticos que surgieron después de la muerte de Alejandro Magno.
Al igual que los otros ejércitos helenísticos, el ejército seléucida utilizaba principalmente el estilo greco-macedonio, con su arma principal la falange. La falange era una gran formación densa de hombres armados con escudos pequeños y largas picas llamadas sarissa. Esta forma de lucha había sido desarrollada por el ejército macedonio en el reinado de Filipo II de Macedonia y su hijo Alejandro Magno. Junto a la falange, el ejército seléucida utilizó una gran cantidad de tropas nativas y mercenarios para complementar sus fuerzas greco-macedonias, que eran limitadas debido a la distancia entre la patria macedonia y los gobernantes seléucidas.

## Recursos humanos
La distancia respecto a Grecia y Macedonia ejerció presión en el sistema militar seléucida, ya que se había basado fundamentalmente en torno a la contratación de griegos y macedonios como el segmento clave del ejército. Con el fin de aumentar la población griega en su reino, los gobernantes seléucidas crearon asentamientos militares. Hubo dos períodos principales en el establecimiento de estos, en primer lugar bajo Seleuco I y Antíoco I y luego bajo Antíoco IV. A los colonos militares se les dio tierras, que variaban de tamaño según el rango y el tiempo de servicio. Se establecieron en "colonias de carácter urbano, que en algún momento podría adquirir la condición de una polis". A diferencia de los colonos militares de Ptolomeo, que eran conocidos como klerouchois, los colonos seléucidas fueron llamados katoikoi. Los colonos podían mantener la tierra como propia, a cambio de que se sirviesen en el ejército cuando se les llamara. La mayoría de los asentamientos se concentraron en Lidia, el norte de Siria, el Éufrates superior y Media. Los griegos y los macedonios eran dominantes en Lidia, Frigia y Siria. Antíoco III trajo de griegos de Eubea, Creta y Etolia, y los instaló en Antioquía. Estos colonos se utilizarían para formar la falange y las unidades de caballería seléucida, con hombres escogidos puestos en los regimientos de guardia del reino. El resto del ejército se componía de una gran cantidad de tropas nativas y de mercenarios. Estas tropas servirían como tropas ligeras auxiliares.

## Infantería

### Argiráspidas
La principal unidad de la guardia de infantería del ejército seléucida fueron los escudos plateados, o argiráspidas. Eran una unidad de guardia permanente que se formó de los hijos de los colonos militares. Estaban armados al estilo macedonio con una sarissa y luchaban en formación de falange, al igual que los demás ejércitos de la época helenística. Los argiráspidas probablemente eran un cuerpo de unos 10.000 hombres que fueron seleccionados de todo el reino para servir en esta unidad. El reino entero puede significar regiones como Siria y Mesopotamia, que fueron los núcleos del reino seléucida, donde había una mayor densidad de soldados greco-macedonios.

### Infantería romanizada
En el año 166 a. C. en el desfile de Dafne de Antíoco IV en el cuerpo de argiráspidas sólo había 5.000 hombres. Sin embargo, estos 5.000 efectivos estaban armados al estilo romano y son descritos como en la plenitud de su vida, tal vez denota su carácter de élite. Es posible que la falta de los 5.000 hombres de los argiráspidas fueran los 5.000 de infantería "romanizada" que marchaba junto a ellos. La formación de este segmento en la guardia real que utilizaba los métodos romanos se debió probablemente a varios factores. En primer lugar Antíoco IV había vivido parte de su juventud en Roma y había adquirido una admiración excesiva por el poder de Roma y sus métodos de combate. En segundo lugar serviría a las futuras guerras que los seléucidas podrían tener con las satrapías orientales contra los enemigos de caballería y los de a pie. Entrenar a las tropas de esta manera contribuiría a la eficiencia general, la capacidad del ejército y hacerlo más manejable. Los soldados romanizados lucharon contra los Macabeos en la Batalla de Bet Zacarías en el 162 a. C. En tercer lugar la derrota de los antigónidas en la batalla de Pidna en 168 a. C., fue un gran choque cultural, que muestra la destrucción completa del sistema militar macedonio a manos de la legión romana. El hecho de que estos 5.000 hombres marchen a la cabeza del ejército es importante, se pensaría que este era el propósito de demostrar su intención de reformar todo el ejército seléucida a lo largo de las líneas romanas, aunque si es o no una reforma completa que realmente ocurrió es desconocido. El verdadero objetivo de la adopción de las técnicas romanas es desconocido, algunos han sugerido que los infantes son tureóforos o toracitas, soldados armados con un escudo ovalado de tipo celta, una lanza de empuje y jabalinas.

### Crisáspidas y chalcáspidas
La mayoría de la falange seléucida fue probablemente compuesta de dos cuerpos que se encuentran mencionados en el desfile de Dafne de 166 a. C. 10.000 crisáspidas (escudos dorados) y 5.000 chalcáspidas (escudos de bronce) se ven en Dafne. Poco se sabe en concreto acerca de ellos.

### Milicia ciudadana
Hubo una milicia, al menos en Siria. Estas estaban compuestas por las ciudades griegas que no tenían ningún papel específico en el ejército regular. No se encuentra elementos de la milicia que participaron en las grandes campañas antes de la caída general del reino que se produjo en la segunda mitad del siglo II a. C. Para entonces, muchos asentamientos militares importantes habían caído ante el Reino de Pérgamo y Partia. En 148 a. C. en la batalla de Azotos de los Macabeos contra el ejército seléucida fue llamado el "poder de las ciudades", probablemente debido a la alta proporción de milicia de movilizados de las ciudades costeras. Los ciudadanos de Antioquía desempeñaron un papel importante en el derrocamiento de Demetrio II Nicátor. Demetrio, tras haber tomado el trono decidió disolver la mayor parte del ejército regular y reducir su pago por una cantidad grande. En lugar del ejército regular, el poder de Demetrio quedó restado a los griegos, sobre todo los mercenarios cretenses, en lo que se conoce como la "tiranía de Creta". No mucho después de Azotos la mayoría de la milicia de ciudadanos fue exterminada en la desastrosa guerra de Antíoco VII contra los partos de 129 a. C. La milicia probablemente lucharía como tureóforos o escaramuzadores de caballería ligera.

### Aliados, vasallos y mercenarios
Debido a la falta de soldados greco-macedonios en las tierras del reino seléucida el uso de los aliados, las tropas vasallas y los mercenarios fue grande. A menudo se utilizaban como tropas ligeras y auxiliares, que complementaban la falange y la caballería. Grandes cantidades de contingentes indígenas lucharon en la batalla de Rafia en 217 a. C. Entre ellos había 10.000 árabes, 5.000 dahes, carmanios y cilicios. Algunos de los contingentes étnicos, ya sean vasallos o mercenarios fueron de gran utilidad en ciertas situaciones. Los mercenarios tracios, junto con los misios y cilicios, eran muy eficientes luchando en los terrenos ásperos y zonas montañosas. Las tropas vasallas de las zonas montañosas del imperio fueron utilizados por Antíoco III, en relación con toracitas en su toma de Elburz en 210 a. C. Los persas y las tropas iranias tenían una posición militar profesional que la mayoría de los otros contingentes, ya que se ven en servicio de guarnición en todo el imperio. En el desfile de Dafne de 166 a. C. la gran cantidad de contingente de aliados y vasallos están ausentes. Ellos eran de dudosa fiabilidad, utilidad y eficiencia. Tanto es así que Apiano los culpó de la derrota en la batalla de Magnesia en 190 a. C. La ausencia de auxiliares en el ejército de Antíoco IV, puede haber contribuido a su fuerza. Compensar la pérdida de los contingentes étnicos del ejército fue completado por mercenarios, que eran más experimentados y mejor entrenados. Los mercenarios de Tracia y Galacia en Dafne habrían sido de buen uso en las campañas en el terreno accidentado y montañoso.

## Caballería
A diferencia de las potencias occidentales, como los romanos y otros estados griegos, donde la infantería dominaba el campo de batalla, en las grandes estepas del este, las culturas a caballo eran más influyentes. La velocidad y la movilidad eran la clave, especialmente cuando se trataba de enemigos, como los partos y los grecobactrianos. El estilo de los partos en la guerra se basaba en gran medida de caballería acorazada de catafractos, y de arqueros a caballo que utilizaban las tácticas de atacar y escapar. El estilo oriental de la guerra a caballo tendría un impacto profundo en el reinado de Antíoco III, cuando armó su caballería pesada a lo largo de las líneas de partos. Sin embargo, para los seléucidas sus principales rivales, los romanos y los Ptolomeos, utilizaban ejércitos combinados que estaban ancladas en torno a un núcleo de una buena infantería. En este caso, existe un sentido de la sobrevaloración de la caballería como un arma ofensiva. Antíoco III fue un excelente jefe de caballería, su asalto a Tapuria en 208 a. C., descrita por Polibio, casi podría actuar como un "tratado militar sobre cómo llevar a cabo una batalla de caballería". Sin embargo, Antíoco III no era tan apto cuando se trataba de infantería, ya sea griega o romana. En caso omiso de Magnesia Antíoco de la falange y su carga de caballería erróneo llevó a su derrota.

### Agema y hetairoi
Junto con la unidad de infantería de la Guardia, había dos regimientos de caballería de la Guardia, cada uno de 1000 efectivos. Estos fueron los agema (guardia) y los hetairoi (compañeros). Los hetairoi fueron reclutados de la generación más joven de colonos militares que actuaron como unidad de soldados de caballería de guardia del ejército, sirviendo en tiempos de paz y de guerra. La agema consistía en medos, hombres seleccionados, con una mezcla de muchas razas de jinetes de esa parte del mundo. Ambos cuerpos de caballería podrían acompañar al rey en la batalla, o ambos podrían formar una unidad de 2.000 hombres. Ambas unidades estaban armadas con un xyston, una lanza de caballería, que no difería tanto de la sarissa. También están equipados con una coraza y un casco. Después de la introducción de los catafractos, los hetairoi recibieron un equipo similar pero de menor protección. En cuanto a los agema, estarían equipados de manera similar a los catafractos mismos.

### Epilektoi
En el desfile de Dafne había también un regimiento de "selectos", conocidos como Epilektoi, a caballo, que sumaban 1000 hombres. Los Epilektoi eran reclutados probablemente en la ciudad de Larissa, que fue fundada por colonos de Larissa en el continente griego. Después de la pérdida de Media a manos de los partos, siendo éste el principal campo de reclutamiento para los Agêma, Alejandro Balas otorgó a los Epilektoi el título y el papel de los Agêma.

### Catafractos
A pesar de la perspectiva de una falange de caballería, la caballería aún enfrentaba problemas. El xyston todavía era demasiado corto para igualarse con la sarissa. El peso de la armadura daba restricción a los movimientos, pero la eliminación de un escudo de protección hacía del caballo y el jinete más vulnerable. El deseo de igualarse a la falange y la necesidad de protección fueron corregidos después de la Anábasis de Antíoco III por las satrapías del este entre 210 a. C. y 206 a. C. En este momento Antíoco entró en contacto con la caballería de los partos, de los cuales estaban fuertemente armados con armas a escala para el jinete y el caballo y utilizaban lanzas conocidas como kontos. El kontos prácticamente era igual a la sarissa de la falange. Con el catafracto había numerosas ventajas. En primer lugar, le proporcionaba la protección de su armadura contra, las flechas, lanzas y picas. En segundo lugar, con el kontos se le permitía bloquear el avance del enemigo y atacar desde más lejos. Los catafractos seléucidas fueron capaces de vencer a la caballería ptolemaica y atacar a su falange en Panio en 200 a. C., con relativa facilidad. Sin embargo, todavía tenían sus problemas. Al igual que la falange, un ataque a su flanco podría resultar fatal y estas dificultades fueron utilizadas por la infantería, atacando las partes del cuerpo de los jinetes y caballos que no estaban protegidos por la armadura. Con el fin de remediar esta situación, fueron necesarios poner caballería semi-acorazada para vigilar sus flancos.

### Politikoi
Junto con la infantería de la milicia ciudadana también hubo regimientos de caballería de milicia de las ciudades, conocido como Politikoi. La caballería ciudadana fue reclutada a partir de los ciudadanos más ricos de las ciudades que no tenían el estatus legal de macedonios. Se puede observar caballería ciudadana de este tipo en el desfile de Dafne. En este caso las tropas proceden probablemente de Antioquía y no de todas las ciudades costeras. Los Politikoi probablemente no eran un regimiento de caballería unitaria, sino una colección de escuadrones separados, contando cada uno de ellos con su propia indumentaria distintiva y su equipo.

## Carros
Los carros de guerra, apenas se utilizaron en el ejército seléucida, su valor en contra de cualquier oponente, o comandante de habilidad notable era muy baja. Su uso se consideraba más perjudicial que beneficioso en los manuales de táctica griega, sin embargo, podría tener un efecto terrible en soldados mal entrenados, como los ejércitos tribales asiáticos. Esto, dio la idea a Antíoco III de que como los romanos no tenían ninguna experiencia contra carros, podría ser la razón porque los utilizó contra el ejército romano, con efectos desastrosos para su propio ejército.

## Elefantes
Los elefantes de guerra fueron considerados poco confiables por los escritores griegos, pero desempeñó un papel importante en muchas de las batallas del Imperio Seléucida, sobre todo en el este.
Un uso particular de los elefantes está atestiguado durante la batalla de Ipsos, donde Seleuco Nicator envió sus elefantes en una larga línea entre el campo de batalla y la caballería de Demetrio, lo alejan de manera eficaz y lograr la victoria. Este incidente puede ser la mejor certificación de la falta de voluntad de los caballos de acercarse a un elefante.
Los elefantes de guerra eran generalmente equipados con una torre sobre su espalda, que llevaba varios soldados armados con lanzas largas y proyectiles (flechas o jabalinas) para descargar sobre el enemigo. El conductor llamado mahout se sentaba en el cuello y guiaba a los elefantes en la batalla. a veces los elefantes llevaban una armadura para proteger y aumentar su defensa natural ofrecida por el grosor de sus pieles.

## Dromedarios
Los camellos son atestiguados en el uso en el ejército seléucida en la batalla de Magnesia, pero su escaso número (300) sugiere que no eran una adición regular.

## Decadencia
A pesar de las numerosas ventajas que los seléucidas llegaron a tener en la cima de su poder, el imperio pronto comenzó a caer en decadencia, especialmente con la llegada del gran número de guerras dinásticas entre los pretendientes al trono seléucida. Los romanos, cada vez más después de la muerte de Antíoco IV, apoyaron a los pretendientes que consideraban de poco riesgo débil y que no supondrían una amenaza. El senado romano apoyó al joven y débil Antíoco V frente al más fuerte y capaz Demetrio, y que era un rehén en Roma en ese momento. Cuando Demetrio tomó el trono como Demetrio I, Roma debilitó aún más su posición apoyando a Alejandro Balas y a numerosos grupos rebeldes como el de Juan Hircano en Judea. El debilitamiento gradual del imperio llevó a los partos a entrar fácilmente en sus satrapías orientales y tomarlas. Estas conquistas tuvieron lugar al mismo tiempo que las amargas guerras civiles en el imperio. Hubo un momento de éxito y fuerza cuando la campaña parta de Antíoco VII, pero su muerte en la batalla condujo a más derrotas y más decadencia. La pérdida de estos territorios significó la pérdida de vitales recursos económicos y mano de obra. A principios del siglo I antes de Cristo el reino seléucida estaba preocupado aún por la inestabilidad causada por la guerra civil entre las ramas del norte y el sur de la casa real seléucida. La pérdida de mano de obra y la inestabilidad política pudo suponer que el ejército seléucida dependiera de los mercenarios y de las milicias de los ciudadanos y que fuera incapaz de mantener una falange del tamaño visto en Raphia y Magnesia.